# Axel Manthey
Axel Manthey (* 10. April 1945 in Güntersberge; † 29. Oktober 1995 in Tübingen) war ein deutscher Bühnenbildner, Kostümbildner und Regisseur.

## Leben
Axel Manthey wuchs in Halle (Saale) auf und zog kurz vor dem Mauerbau 1961 mit seiner Mutter nach West-Berlin, sein Vater war im Zweiten Weltkrieg gefallen. Nach dem Abitur studierte er Malerei an der Hochschule der Künste Berlin. Nach dem Examen wurde er Assistent des Bühnenbildners Thomas Richter-Forgách in Kassel, ab 1970 war er als Bühnenbildner am Landestheater Tübingen engagiert. Sein Debüt als verantwortlicher Bühnenbildner gab er hier am  28. September 1970 bei einer Premiere von Tartuffe. Von 1972 bis 1981 war Manthey beim Württembergischen Staatstheater Stuttgart beschäftigt. In dieser Zeit arbeitete er besonders mit Regisseur Alfred Kirchner zusammen. Danach wirkte er als freier Bühnenbildner.
Die Zusammenarbeit mit dem Regisseur Jürgen Gosch, beginnend mit dessen Hamlet-Inszenierung in Bremen (1981), prägte Mantheys puristisch pointierte Gestaltungsart. Damals führte Manthey den roten Vorhang als magisches Zeichen für die autonome Welt des Theaters ein. Nachdem Manthey ins Regiefach gewechselt war, entwarf er bei seinen Inszenierungen immer auch Bühnenbild und Kostüme selbst. Neben Oper und Schauspiel widmete sich Manthey auch dem Ballett, wobei er viel mit dem Choreographen William Forsythe zusammenarbeitete.
Ab Oktober 1985 war Axel Manthey als Gastprofessor, ab 1987 als Ordentlicher Hochschulprofessor mit der Leitung der Meisterklasse für Bühnen- und Filmgestaltung der Hochschule für angewandte Kunst Wien betraut.
Manthey starb 1995 an den Folgen von AIDS. Sein künstlerischer Nachlass wurde 1997 von den Erben, seinen langjährigen Lebenspartnern Christoph Müller und Alexander Lintl, der Berliner Akademie der Künste geschenkt.

## Werke

### Bühnenbild (Auswahl)
- 1979–1983 – Time Cycle von William Forsythe, Stuttgarter Ballett, Den Haag, New York, Frankfurt/Main
- 1980 – Hamlet von William Shakespeare, Theater Bremen
- 1982 – Der Menschenfeind von Molière, Schauspiel Köln
- 1982 – Woyzeck von Georg Büchner
- 1983 – Ein Sommernachtstraum von William Shakespeare, Schauspiel Köln
- 1984 – Ödipus von Sophokles/Friedrich Hölderlin, Schauspiel Köln

### Regisseur
- 1984 – Fanferlieschen Schönefüßchen von Kurt Schwertsik, Staatstheater Stuttgart
- 1986 – Fetonte von Niccolò Jommelli, Staatstheater Stuttgart
- 1987 – Ein Traumspiel von August Strindberg, Staatstheater Stuttgart (1988 eingeladen zum Berliner Theatertreffen)
- 1989 – Der Balkon von Jean Genet, Düsseldorfer Schauspielhaus
- 1989 – Die Vögel von Aristophanes, Burgtheater Wien
- 1990 – Lohengrin von Richard Wagner, Staatstheater Stuttgart
- 1991 – Leonce und Lena von Georg Büchner, Thalia Theater (Hamburg)
- 1992 – Il ritorno d’Ulisse in patria von Claudio Monteverdi, Staatstheater Stuttgart
- 1992 – Die Zauberflöte von Wolfgang Amadeus Mozart, Ludwigsburger Schlossfestspiele
- 1994 – Die Versuchung des heiligen Antonius, von Gustave Flaubert, Hamburger Schauspielhaus

### Weitere
- Axel Manthey, Bühnen-Bilder. Stiftung Archiv der Akademie der Künste, Berlin 2002, ISBN 3-88331-063-8.
- Theaterplastik Königsmaske. (Tübingen, Fußgängerunterführung, Landestheater Tübingen)